# Villa Erba
La villa Erba est un palais néo-Renaissance du XIXe siècle, et un parc de dix hectares, voisin de la villa d'Este, au bord du lac de Côme à Cernobbio en Lombardie (Italie). Ce palais est associé à un centre de congrès, d'expositions et de conférences international moderne, et fait partie des somptueuses villas italiennes à visiter du bord du lac de Côme avec les villa Olmo, villa Balbianello, villa Carlotta, villa Melzi...

## Historique
La villa remonte au XVe siècle sous forme de couvent réunissant environ vingt-cinq religieuses de l'ordre bénédictin de Cluny. 

Vues de la villa et autour de la villa
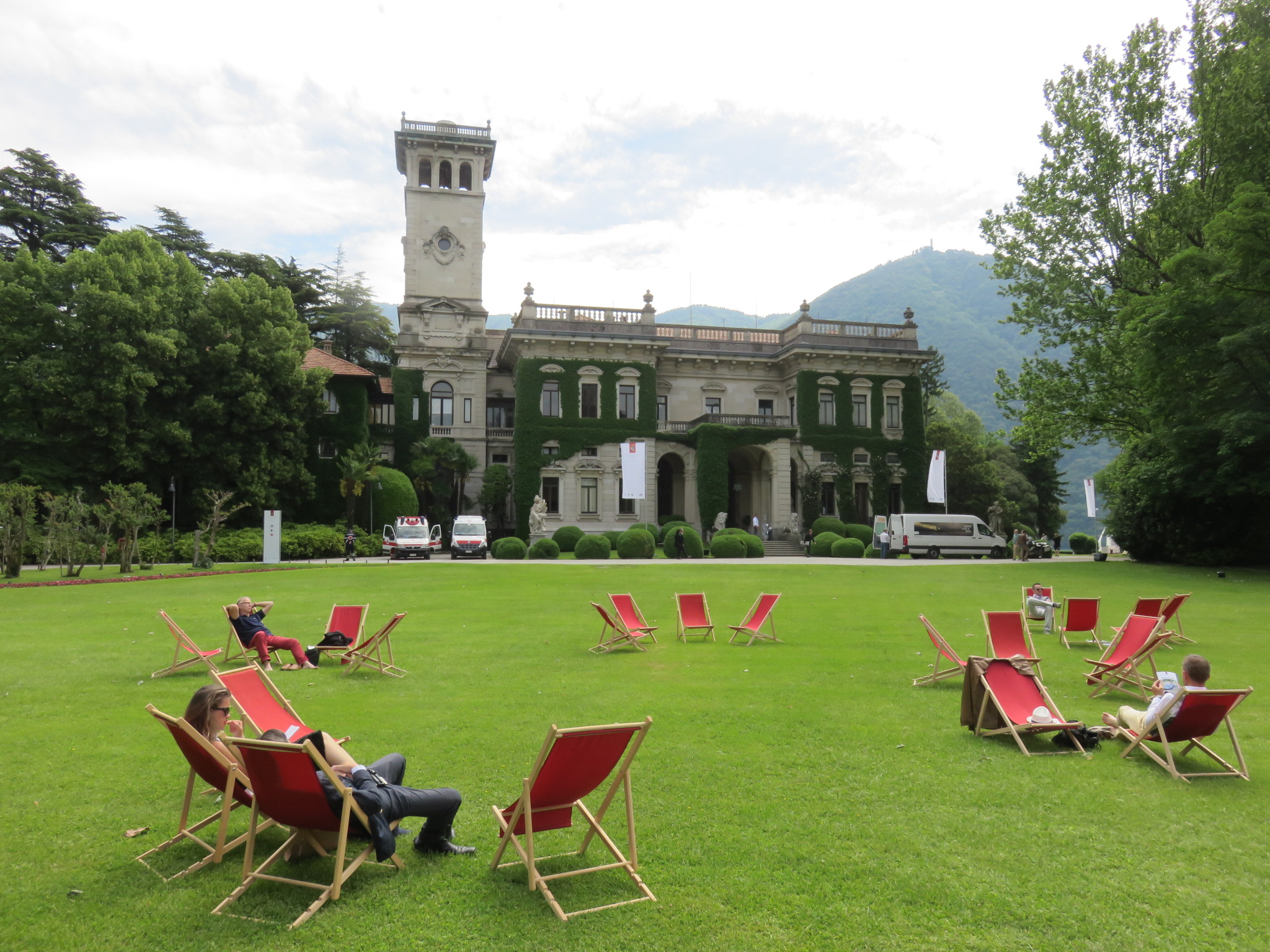
Vue arrière.
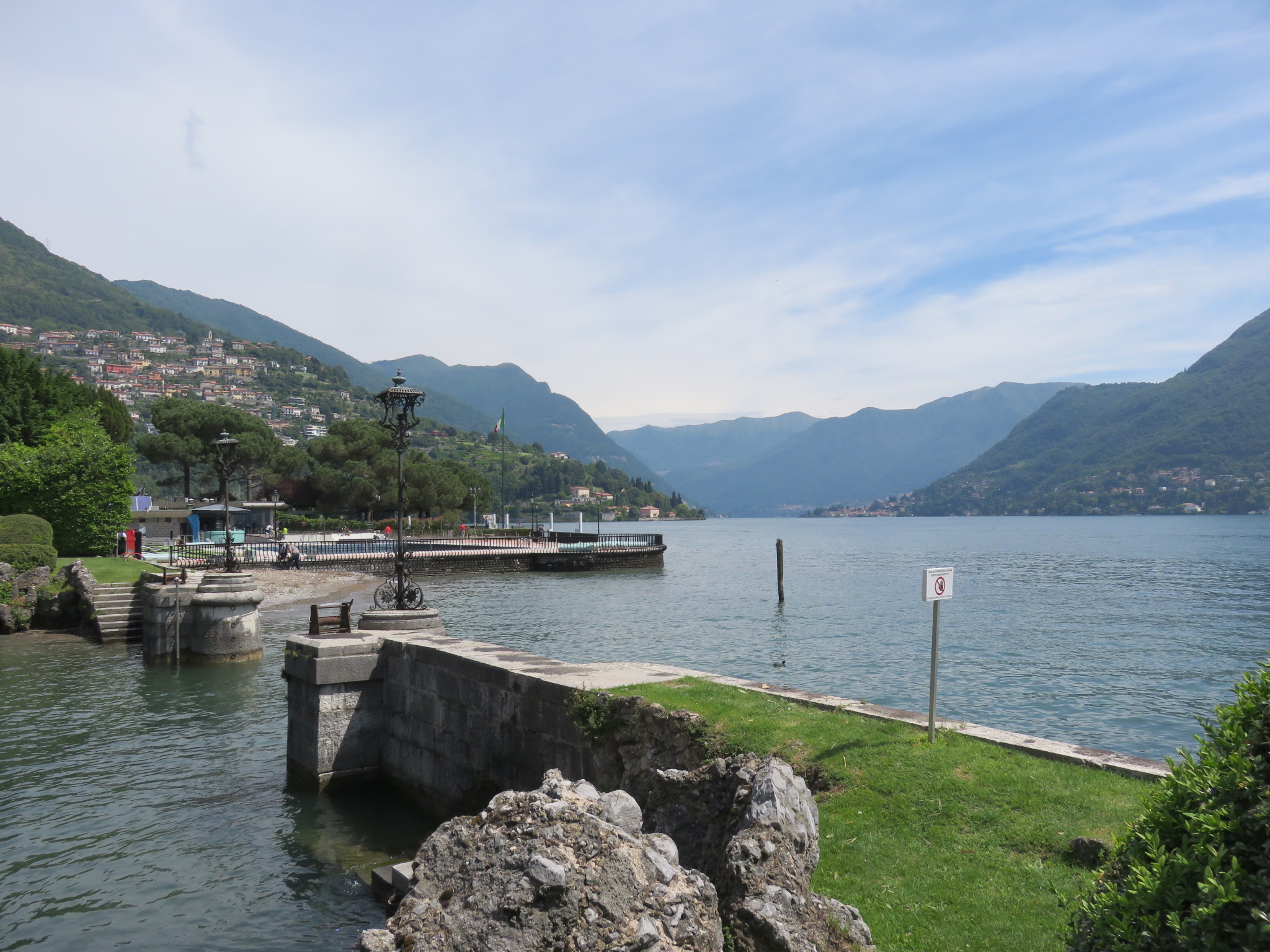
Embarcadère et piscine sur le lac au fond.
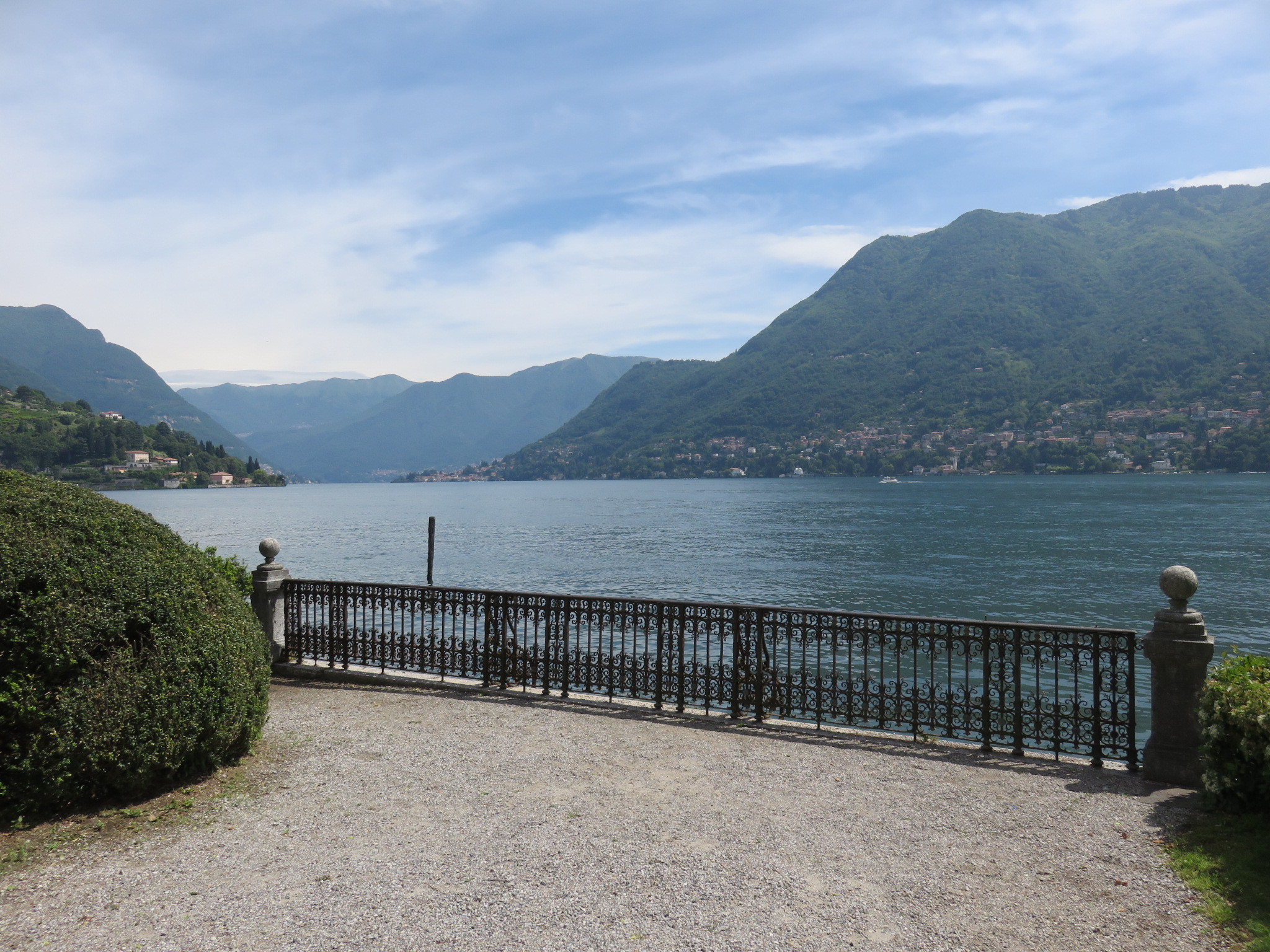
Le lac de Côme.
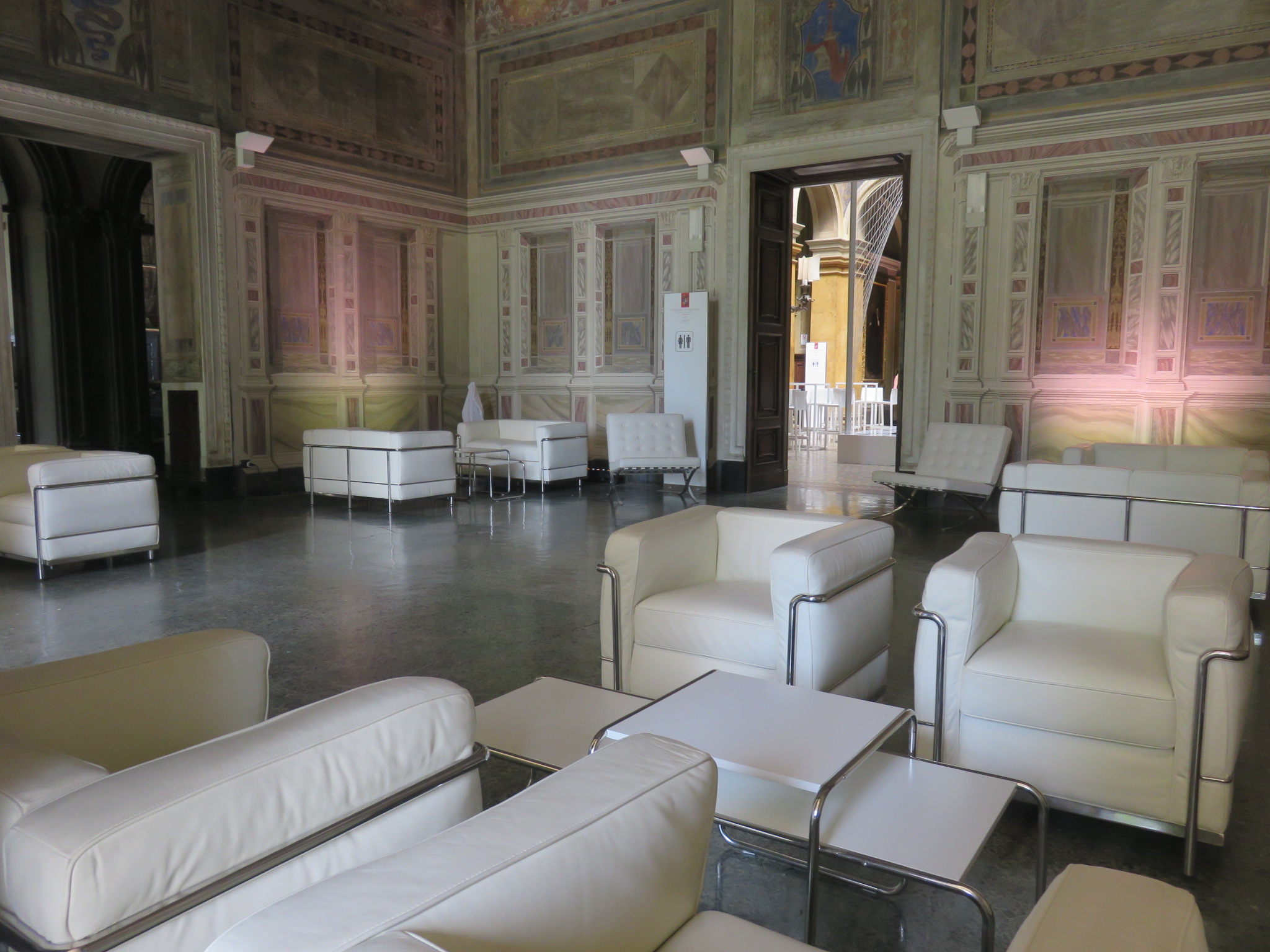
Salon.

En 1882, la propriété est achetée par la comtesse Anna Brivio et son époux Luigi Erba (frère héritier de Carlo Erba, patron fondateur d'industrie pharmaceutique). 
En 1897, la villa est construite sur le domaine par les architectes Gian Battista Borsani et Angelo Savoldi. La famille Erba y donne de somptueuses réceptions avec des personnalités du monde politique, industriel et artistique... 

Centre de congrès, d'exposition et de conférence international
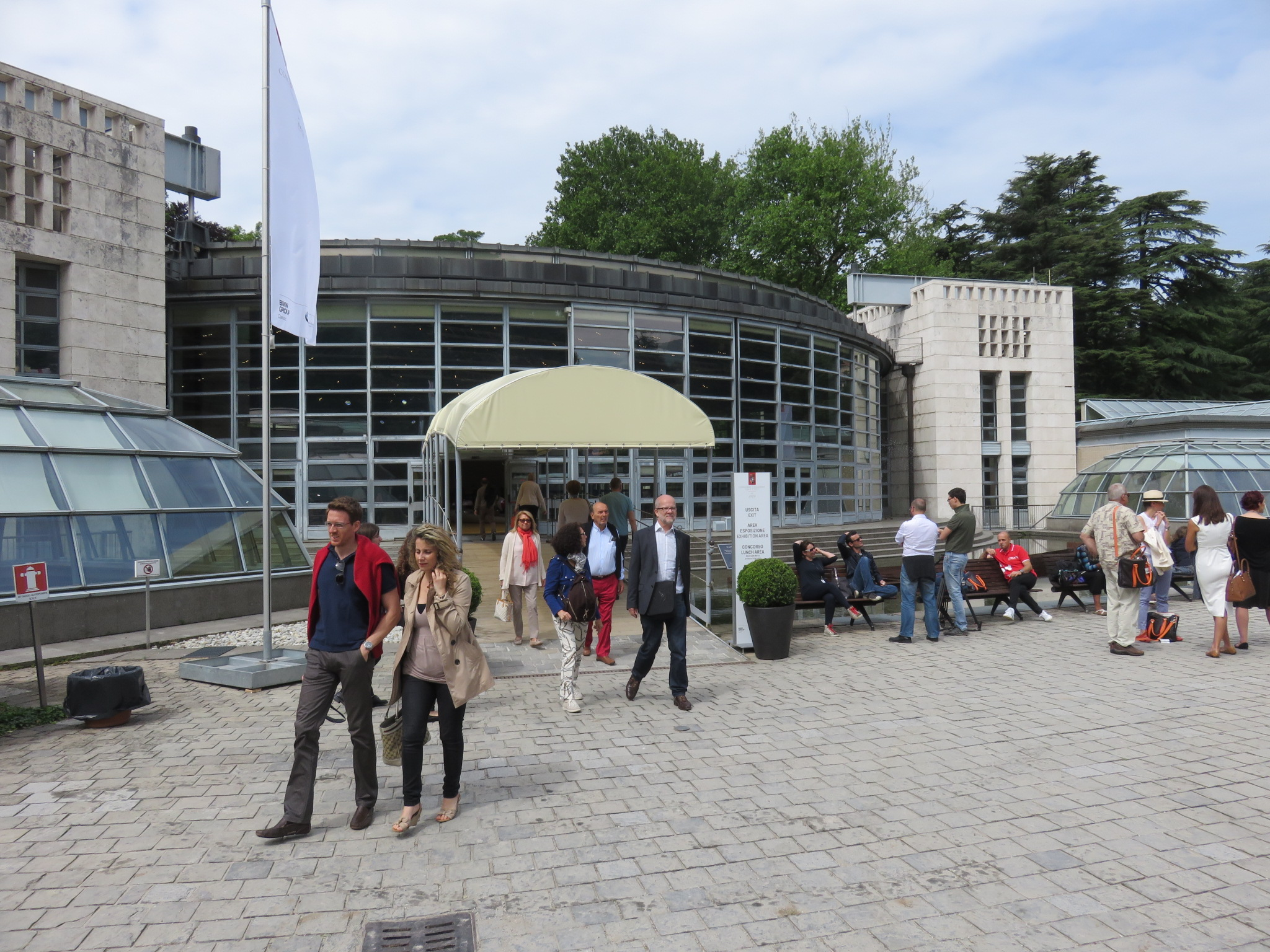
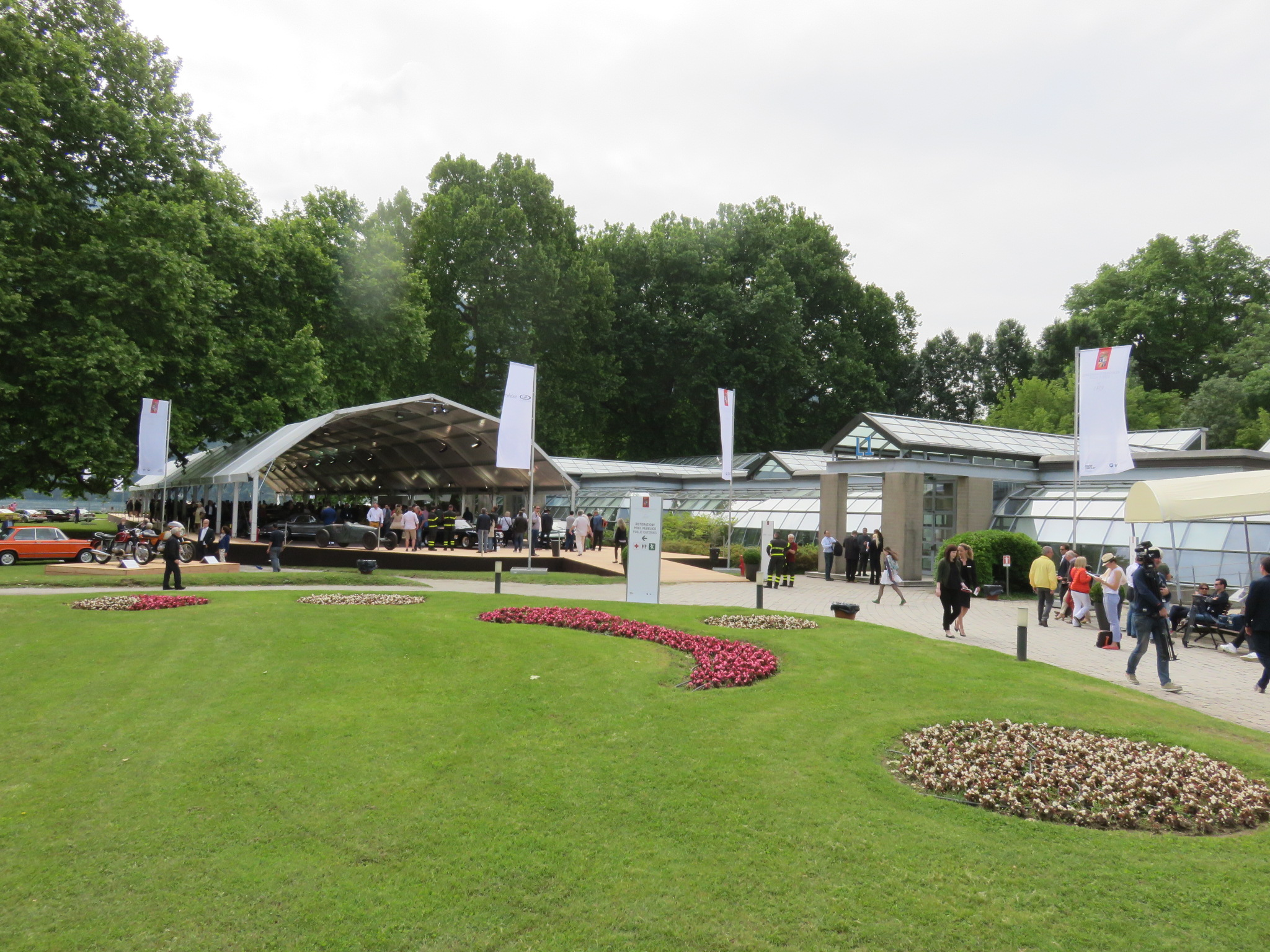
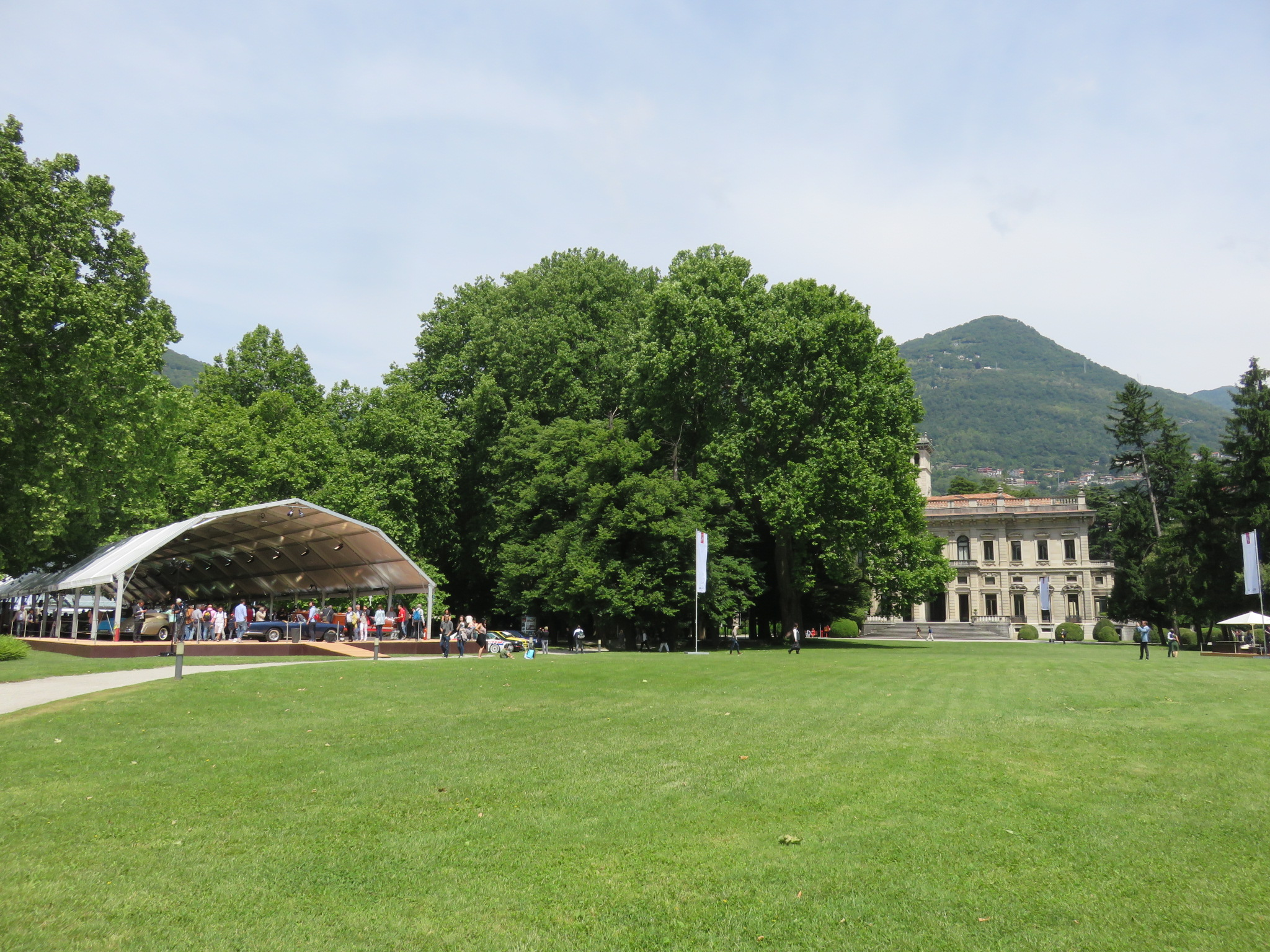
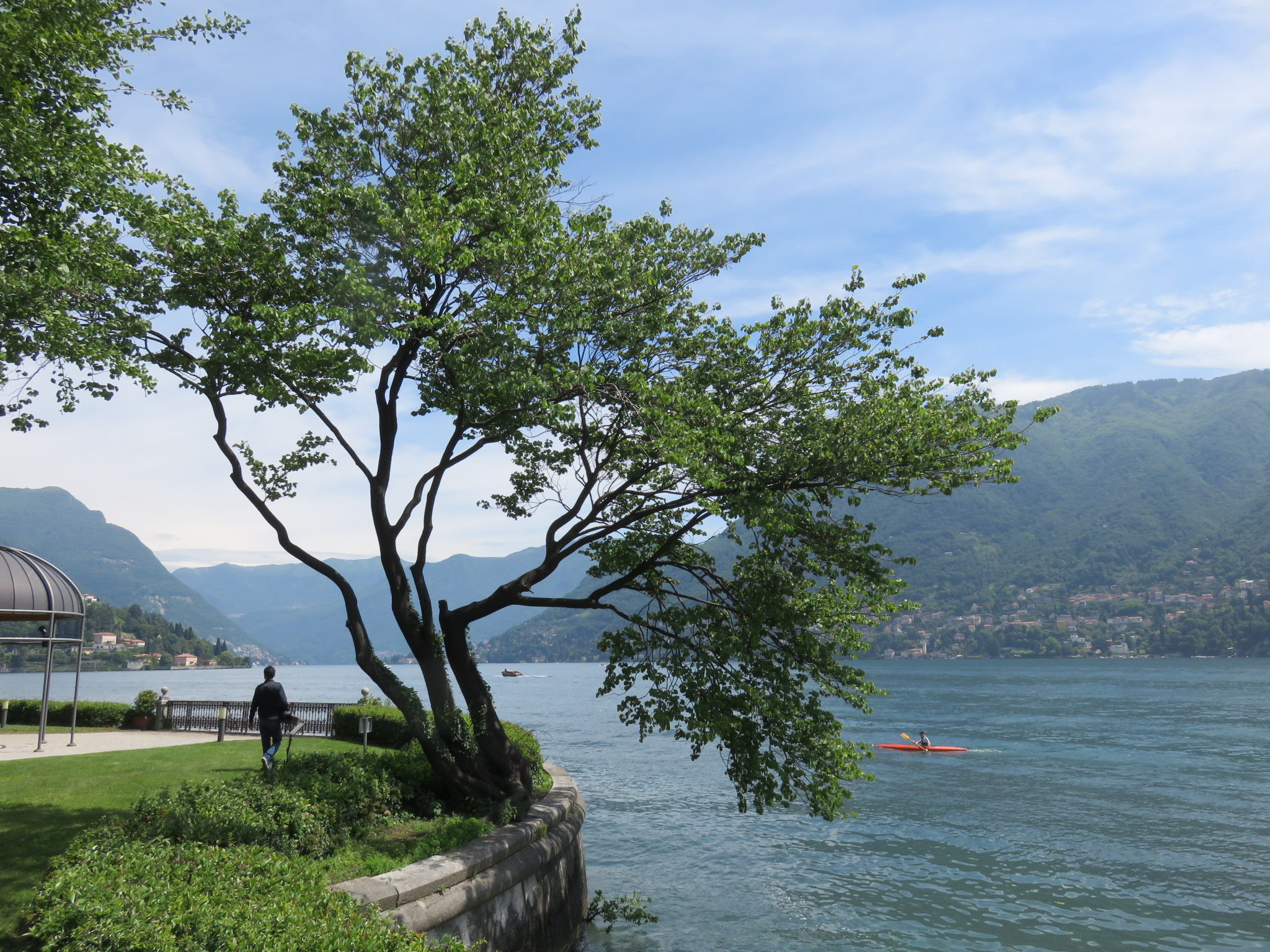

En 1922, leur fille Carla Erba, nièce du compositeur et éditeur Giulio Ricordi, épouse du duc Giuseppe Visconti di Modrone, hérite de la propriété. Ils ont entre autres pour enfant le futur réalisateur italien Luchino Visconti, qui passe les vacances de son enfance dans cette villa, dont il s'inspirera pour son œuvre cinématographique.
En 1986, les héritiers de la famille Visconti vendent la villa et l'important domaine attenant à un consortium public, qui y adjoint un centre international moderne d'expositions et de conférences, conçu par l'architecte Mario Bellini. 

### Lieu d'activités culturelles régulières ou ponctuelles
Chaque année, en mai, le centre d'expositions organise, entre autres, le très prestigieux concours d'élégance Villa d'Este, conjointement avec la villa d'Este voisine... 
En 2004, la villa Erba est un des lieux de tournage du film policier Ocean's Twelve, réalisé par Steven Soderbergh, où l'intrigue la présente comme la propriété du baron François Toulour, personnage interprété par Vincent Cassel. 
En 2014, l'acteur George Clooney tourne dans ces lieux une publicité avec Jean Dujardin pour la marque de café Nespresso, mettant en avant les atouts de la villa : salles fastueusement décorées, parc planté de cyprès et rafraîchi de fontaines…